# Schulterbock
Der Schulterbock (Oxymirus cursor, Syn.: Toxotus cursor) ist ein Bockkäfer der nördlichen Paläarktis.

## Beschreibung
Der Käfer wird 16 bis 30 mm groß. Seine Schulterecken treten deutlich hervor. Der Halsschild besitzt rechts und links von der Mitte zwei beulenartige Erhebungen. Die Männchen sind meist ganz schwarz gefärbt, während die Weibchen in der Regel braunrötliche Fühler, teilweise ebenso gefärbte Beine sowie braunrötliche Längsstreifen auf den Flügeldecken besitzen. Besonders die Weibchen können auch ganz gelbbraun sein. Dazwischen gibt es zahlreiche Farbvarianten.

## Vorkommen
Der Schulterbock ist in Europa weit verbreitet, fehlt aber im Süden. Darüber hinaus besiedelt er das nördliche Asien. Er bevorzugt höhere Mittelgebirgslagen und erreicht auch die subalpine Zone.

## Lebensweise
Die Larve entwickelt sich in morschem Holz sowohl von Nadel- als auch Laubbäumen. Sie bewohnt liegende, windbrüchige Stämme ebenso wie Stümpfe, Äste und Wurzeln. Damit trägt sie zur Zersetzung von Totholz und dessen Umwandlung zu Humus bei. Sie verpuppt sich im Boden.
Der Käfer kommt ab Mitte Mai hervor und lebt bis Juni. In höheren Lagen tritt er später auf und kann bis in den August hinein gefunden werden. Die tagaktiven Tiere fliegen an warmen Tagen umher, besuchen gelegentlich Blüten und sitzen an alten Stämmen.